# اندريا وولف
اندريا وولف (بالألمانية: Andrea Wolf )‏ (و. 1965 – 1998 م) هي سياسية ألمانية، ولدت في ميونخ، كانت عضوةً في حزب العمال الكردستاني، توفيت في وان، عن عمر يناهز 33 عاماً، بسبب قتل في المعركة.